# 시코르스키 R-4

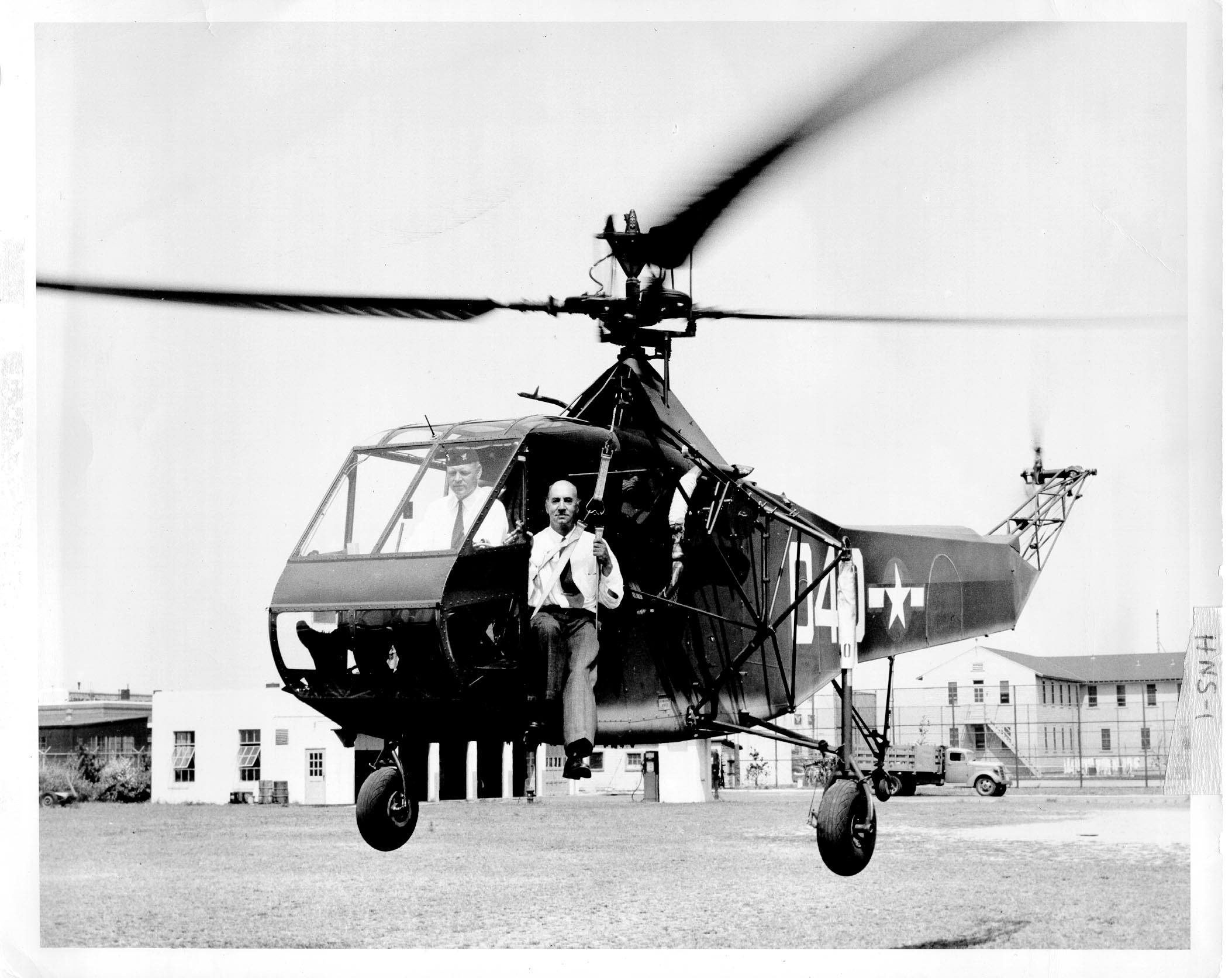
시코르스키 R-4

시코르스키 R-4는 이고르 시코르스키가 개발한 2인승, 3엽로터 헬리콥터이다. R-4는 세계 최초로 대량생산된 헬리콥터이다.

## 역사
1940년 이고르 시코르스키가 공개 시연을 했다.
1942년부터 1944년까지 2년 동안 131대가 생산되어 미국 공군, 미국 해군 등이 사용했다.

## 제원 (R-4B)
일반 특성
- 승무원: 1명
- 승객: 1명
- 길이: 33 피트 8인치(10.2 m)
- 로터 직경: 38 피트 (11.5 m)
- 높이: 12 피트 5인치 (3.8 m)
- 순기체중량: 2,098 lb (952 kg)
- 탑재중량: 2,581 lb (1,170 kg)
- 엔진: 1 × Warner R-550 piston, 200 hp (149 kW)

성능
- 최대속도: 75 mph (120 km/h)
- 항속속도: 65 mph (105 km/h)
- 최대고도: 8,000 ft (2400 m)